# Conduite forcée
Ne doit pas être confondu avec Tunnel de dérivation ou Canal (voie d'eau).
Une conduite forcée est une conduite hydraulique, un assemblage de tuyaux ou bien un tunnel, transportant de l'eau d'un point à un autre. La différence de pression entre le liquide et son environnement est maîtrisée (pas de fuites). La fabrication des tubes métalliques appartient d'abord au métier de forgeron avec le Siècle des Lumières et plus tard au début du XIXe siècle au métier de chaudronnier (avec l'émergence des machines à chaudière à vapeur).
La fabrication des tuyaux en béton armé préfabriqués appartient aux maçons et est mis en place dans les aménagements dès 1900.
La conduite forcée sert aussi bien à la production industrielle (minoteries, centrales électriques) qu'à l'amenée  d'eau (eau d'irrigation, eau potable).

## Typologies, configurations

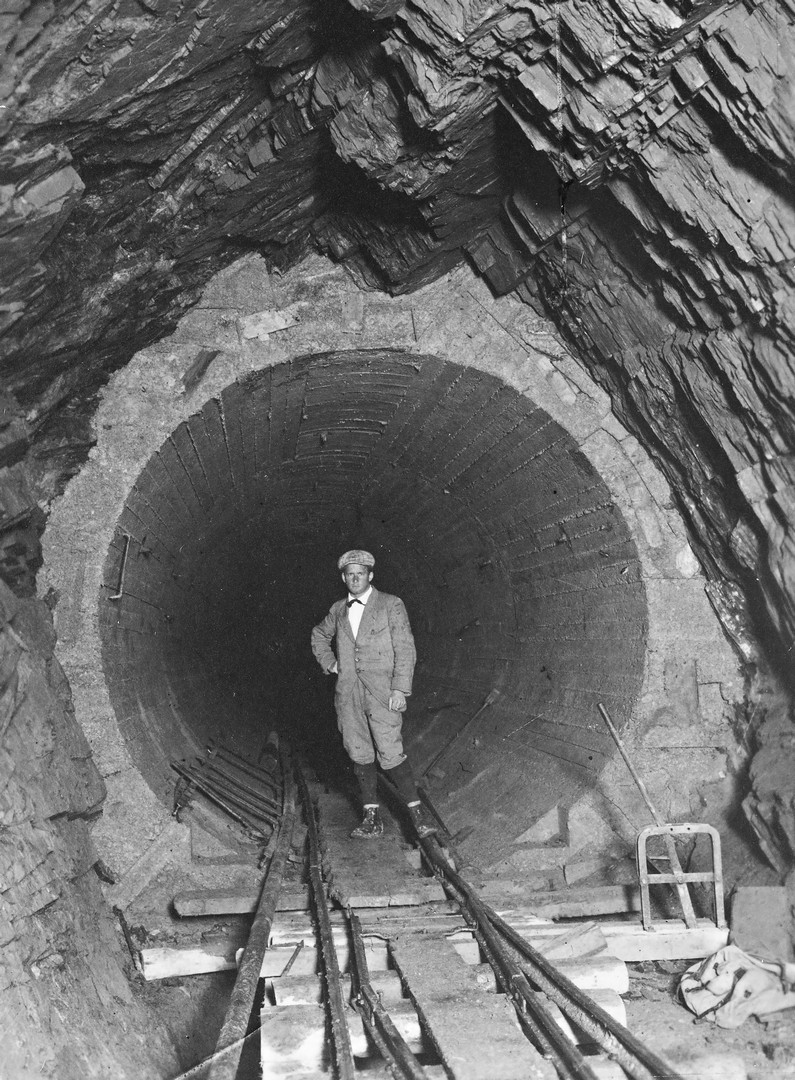
Canal béton d'amenée d'eau en tunnel sous pression à la centrale électrique du
Canton d'Uri. Suivant le débit d'écoulement de la source, le tube peut avoir en partie haute de l'air au dessus de l'eau.

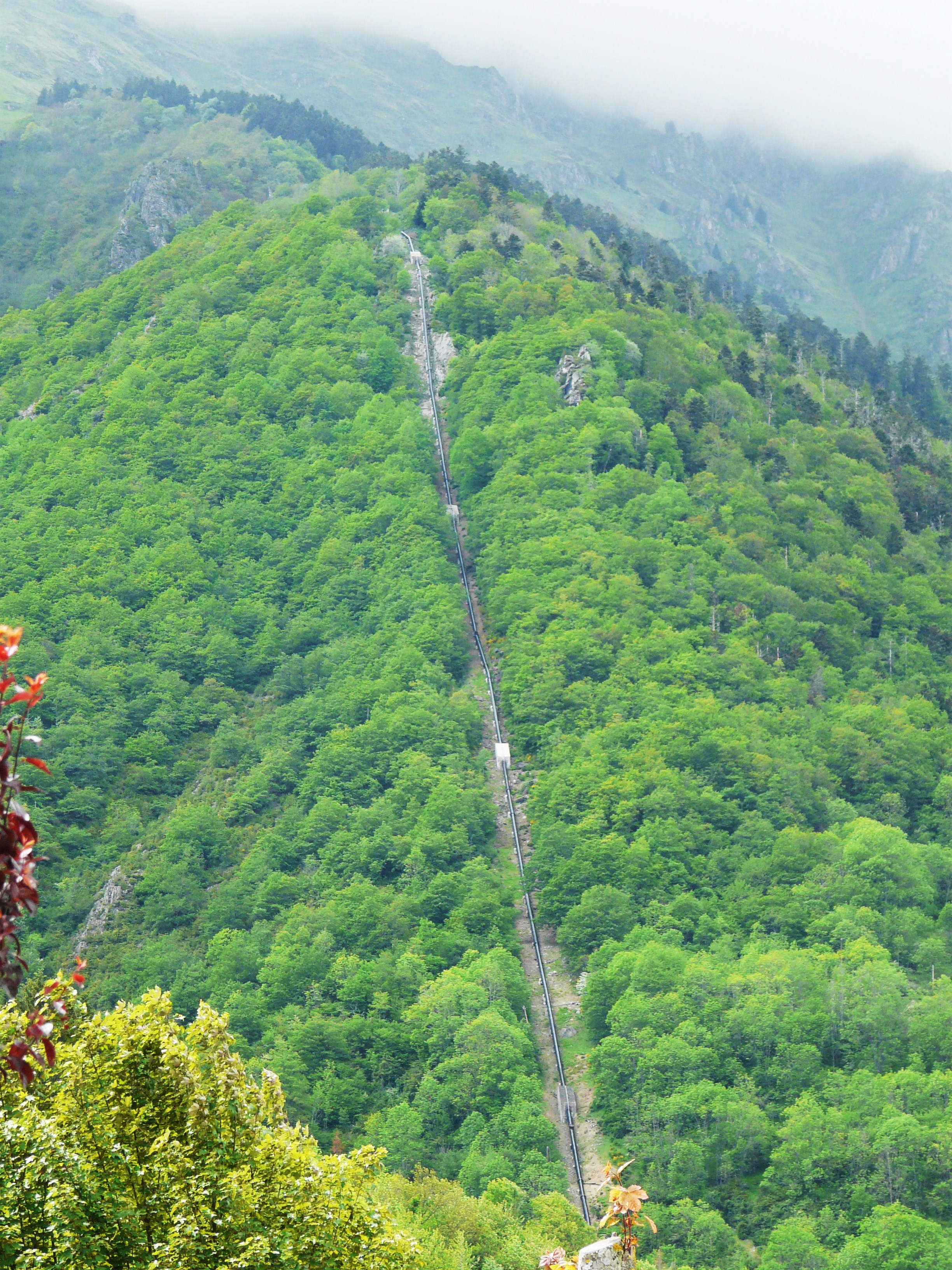
Conduite forcée à Guchen dans les Pyrénées.

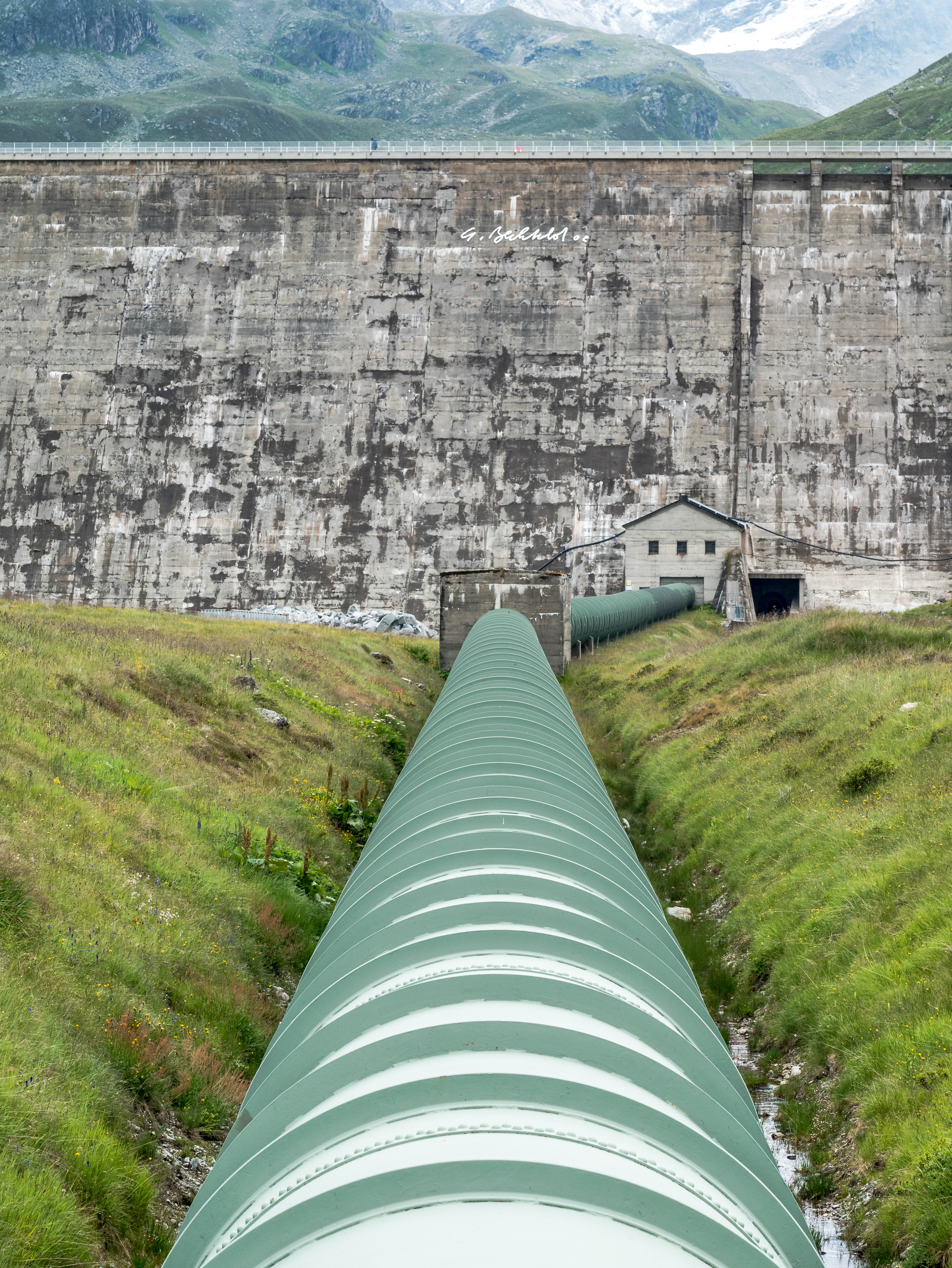
Conduite forcée dans le Vorarlberg (Autriche).

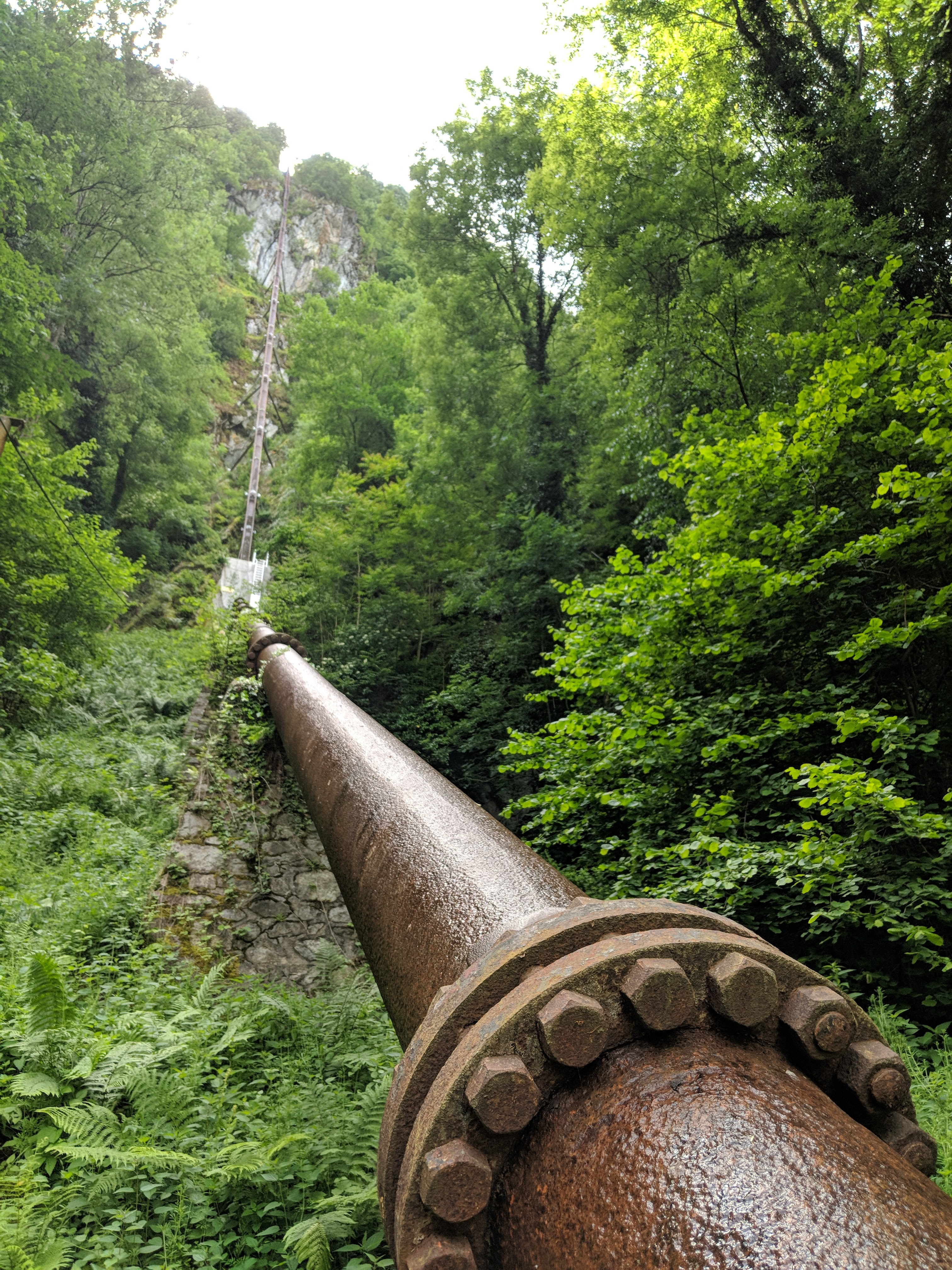
Conduite forcée sur une centrale hydroélectrique en Maurienne.

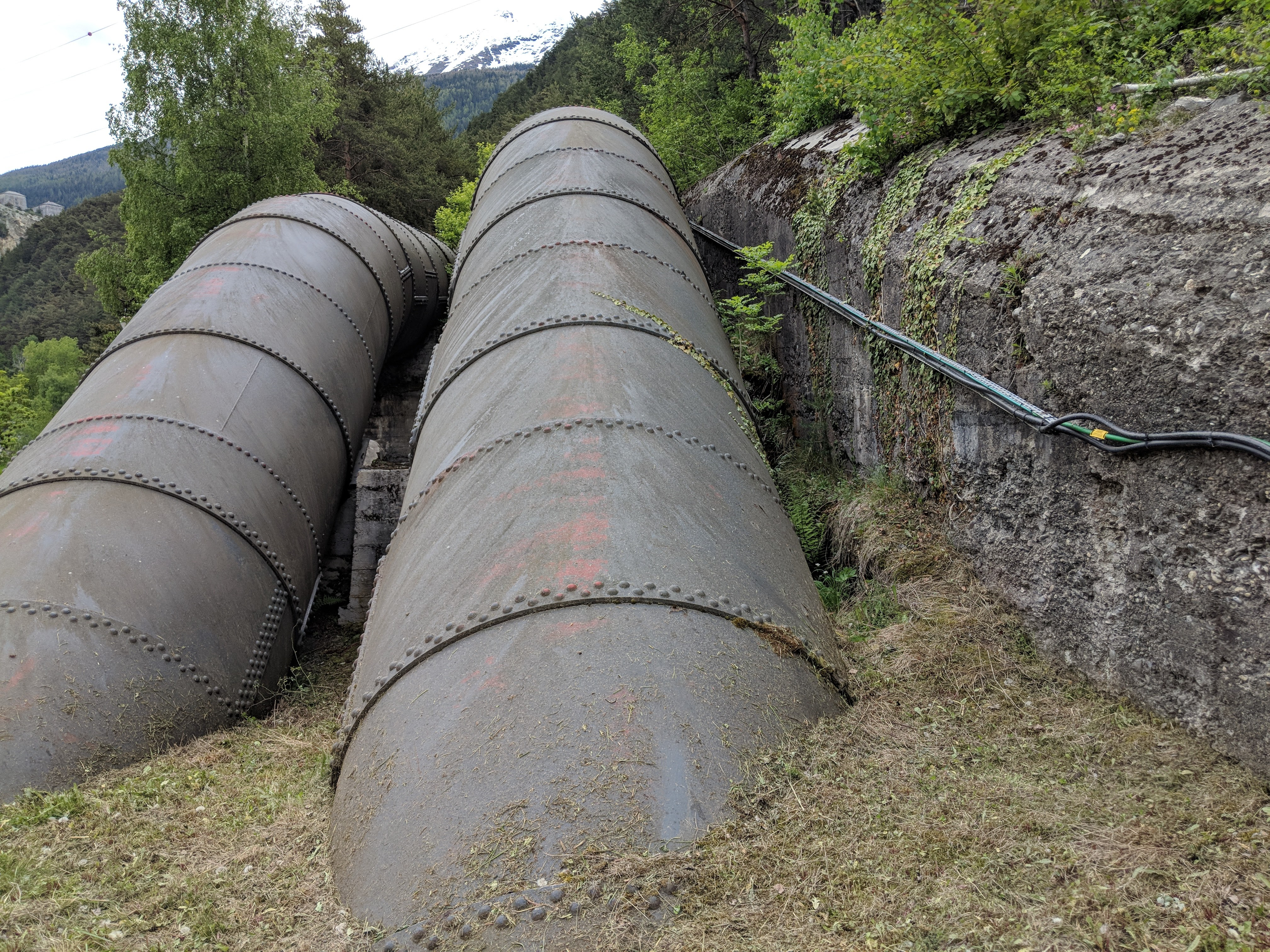
Conduite forcée située à Avrieux.

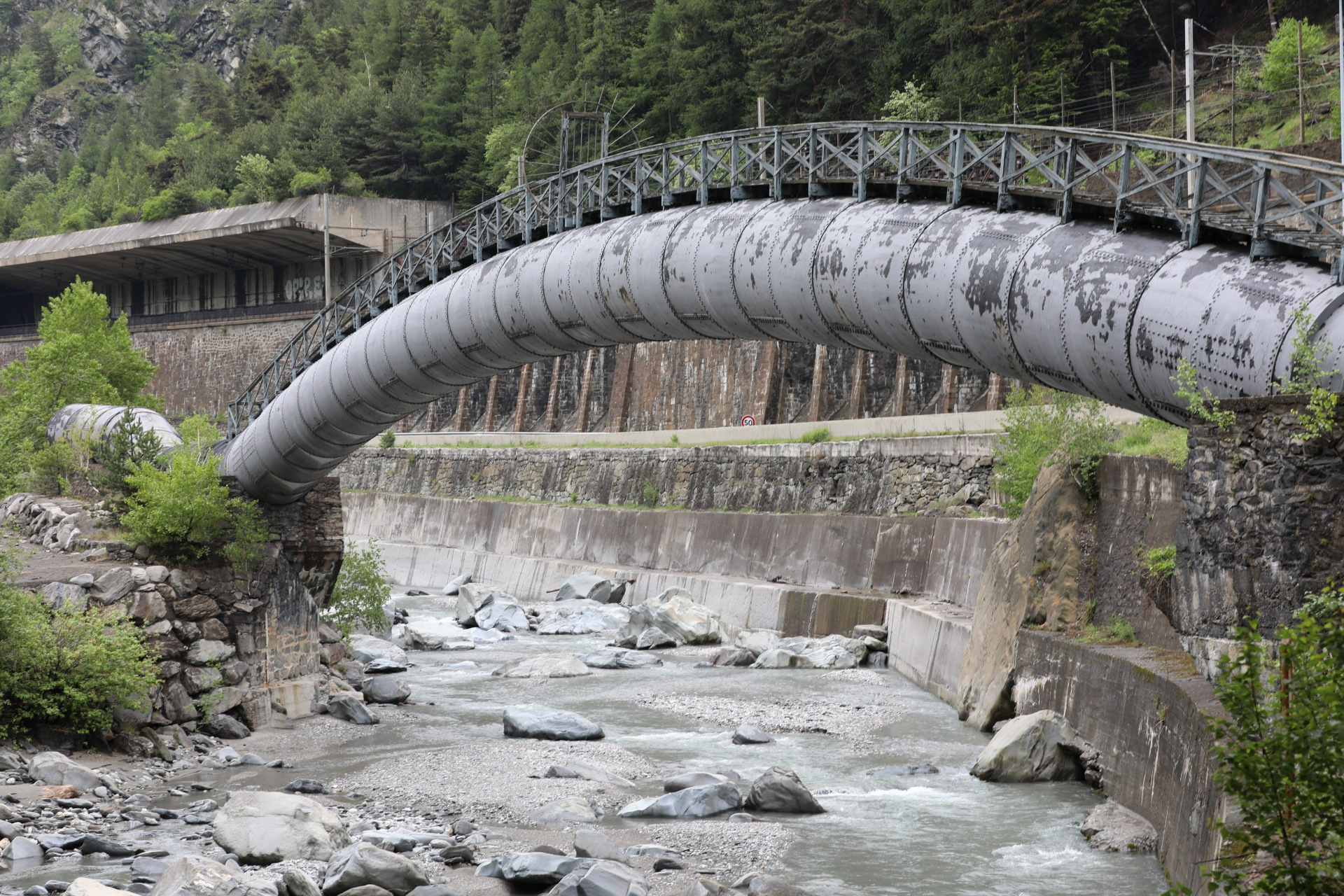
Conduite forcée Paul Héroult située à Saint-André.

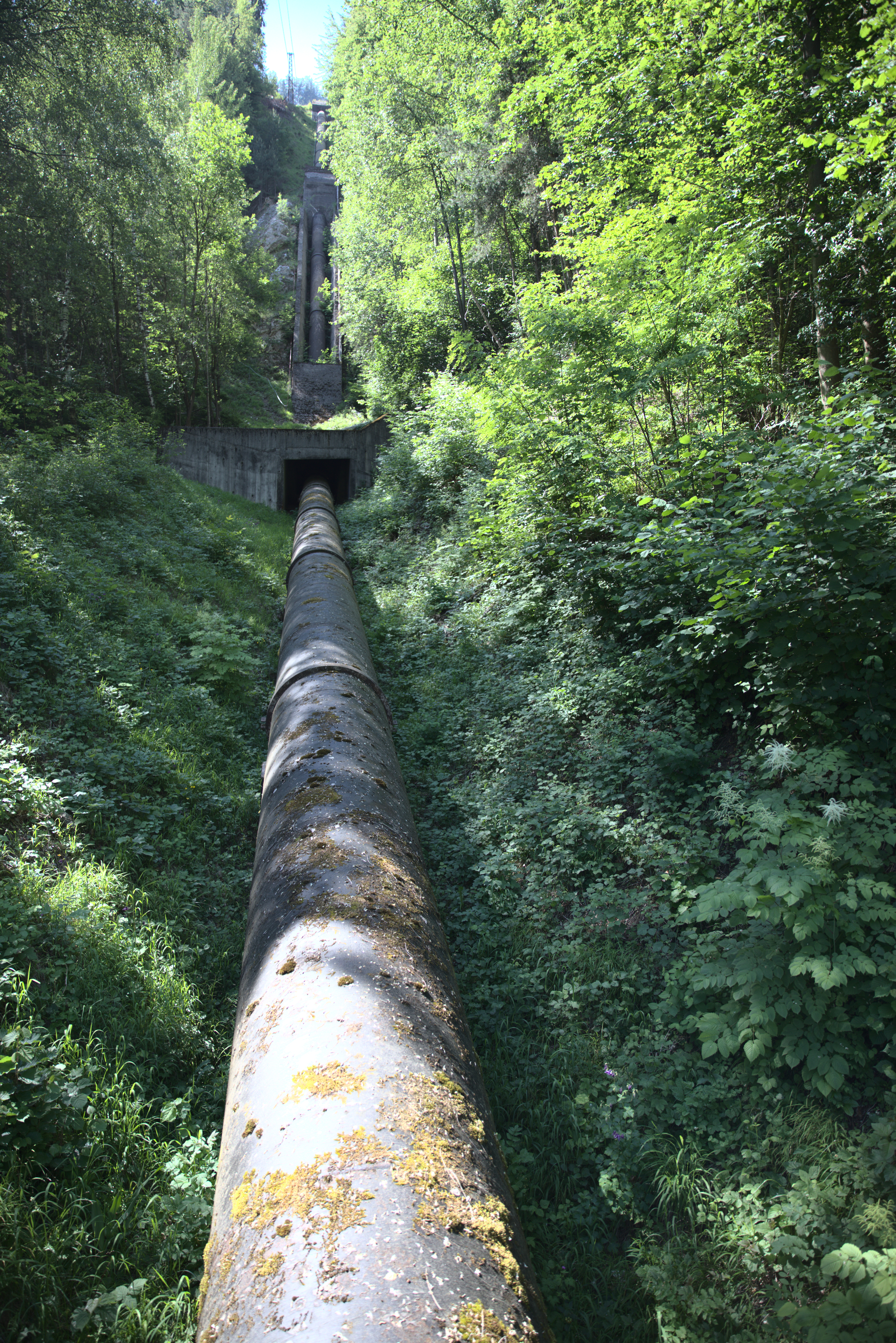
Conduite forcée du Tilleret à Saint-Jean-d'Arves.

Lorsque les deux extrémités sont à même altitude avec point bas intermédiaire, exploitant le principe des vases communicants, on parlera de siphon ou de pont-siphon).
Dans le cas d'une centrale hydroélectrique de montagne, la conduite forcée relie le réservoir, alimenté par un ou plusieurs cours d'eau ou sources, et les turbines situées en aval.
Dans le cas d'une station de pompage-turbinage, la conduite forcée relie deux réservoirs situés à des altitudes différentes et équipée d'une turbine réversible afin de pomper l'eau vers le réservoir supérieur lorsqu'un surplus d'énergie électrique est disponible sur le réseau (production intermittente ou période de faible consommation, par exemple nocturne) et de turbiner celle-ci lorsqu'une demande en électricité est constatée.
Les conduites forcées ont également été employées avant le développement des pompes hydrauliques. Ainsi, certains châteaux d'eau ont été construits de telle sorte que le haut de leur réservoir corresponde à la même altitude que l'extrémité amont de la conduite forcée qui l'alimente. Le système de canalisation reliant le réservoir du château d'eau aux clients qu'il dessert est également de facto une conduite forcée.
Enfin, on met en œuvre des conduites forcées en vue d'alimenter en eau potable des localités distantes de leurs sources d'approvisionnement. Contrairement aux rigoles qui doivent présenter une déclivité continue de l'amont à l'aval, ces conduites peuvent épouser un relief fluctuant. Leur confinement permet par ailleurs d'éviter une pollution de l'eau durant son acheminement. Elles fonctionnent soit sur le principe des vases communicants, soit grâce à une pompe de refoulement.
En France, une conduite forcée est désignée par le ministère de l'environnement comme « canalisation d’eau sous pression servant soit d'amenée d'eau à un ouvrage d'utilisation de la force hydraulique, soit au pompage de l’eau dans l’objectif d’une utilisation ultérieure de la force hydraulique. En particulier, elle désigne aussi bien une conduite individuelle qu’un ensemble de conduites » ; Cette conduite est dite « individuelle » si elle ne comporte « aucun convergent ou divergent ».

## Équipements
En son sommet, elle peut être munie d'une ou plusieurs cheminées d’équilibre pour prévenir les coups de bélier dus aux brusques variations du flux d'eau lors de l'ouverture et de la fermeture des vannes.
Les conduites forcées peuvent être « aériennes (tronçons implantés en surface, ou remblayés ou implantés en galerie mais non encastrés au massif rocheux traversé) ou souterraines (tronçons réalisés avec des viroles « bloquées au rocher » qui sont encastrées dans un massif rocheux) » ; la conduite forcée est parfois « raccordée à un réseau de galeries souterraines en charge ». Les galeries peuvent être excavées, chemisées ou non-chemisées.

## Spécificités hydrauliques et techniques
À la différence des conduites industrielles classiques, les conduites forcées sont soumises en régime normal à de très importantes différences de pression entre leur point haut et leur point bas . Elles sont en outre soumises en condition normale d’exploitation à des phénomènes hydrauliques transitoires violents (coups de bélier) nécessitant une haute résistance, et des règles de conception et d’exploitation adaptées. Selon le ministère français de l’Environnement (en novembre 2016) « Des incidents sérieux en France et un accident dramatique à l’étranger ont montré que les dangers potentiels des conduites forcées ne devaient pas être ignorés ».

### Histoire technologique

#### XIXesiècle
Au cours du XIXe siècle, privilégiant l'utilisation de l'acier plutôt que du fer, de nombreux systèmes pour fournir l'étanchéité des conduites ont été testés. Avant la soudure et le rivetage ont existé l'emboitement sous contrainte, les colliers entourant la conduite, et les agrafes intérieures de plaques cintrées à repli. Par exemple le système Heinrich Ehrhardt de sertissage.
En 1870, Félix Viallet s'associe avec un autre industriel de Grenoble, Joseph Bouchayer, installé en 1868 dans la rue de Vizille, pour créer les Ateliers de construction Bouchayer et Viallet avec une mise de fonds de 80 000 francs répartis à parts égales, pour la construction et l'installation d'appareils de chauffage et de ventilation, la construction et l'exploitation d'usines à gaz, l'exploitation d'une fonderie de fer. La fabrication de tuyaux et de conduites forcées débute vers 1880. En 1879, la première — d'un diamètre de 32 cm, longue de 450 m, pour une chute de 180 mètres — est vendue à la Société des ciments de la Fontaine Ardente.

#### XXesiècle
Un système de 565 kilomètres de conduite existe depuis le projet de Charles Yelverton O'Connor entre 1896 et 1903 d'un barrage sur Helena River alimentant Kalgoorlie et Coolgardie dans le désert en Australie, en remplacement des trains citernes.
La question des tracés des conduites monte rapidement dans les esprits.
En 1908, la première conduite forcée installée à l'usine d'Auzat, dans l'Ariège, par Bouchayer et Viallet, ne réussit pas à obtenir un tracé rectiligne, les propriétaires des terrains traversés se montrant tellement intransigeants que l'on dut adopter en fin de compte un tracé en plan des plus sinueux. On avait déjà, à l'étranger (en Allemagne en particulier), abandonné les tuyaux rivés en forte épaisseur, pour y fabriquer des tuyaux soudés au gaz à l'eau, que l'on fut amené à fabriquer en France vers 1910. La conduite d'Auzat s'est rompue pour des causes diverses, vices de matières, coups de bélier par suite d'ouvertures ou de fermetures instantanées. Les accidents survenus en 1907-1910 sur ce site ont efficacement contribué au progrès de la construction des conduites forcées, selon les recherches du jeune ingénieur Georges Ferrand.
En 1914 le système d’agrafe est perfectionné par les Américains, donnant un joint à languette.
Grâce à des matériaux de plus en plus performants, les conduites forcées augmentent de diamètre, afin de véhiculer un débit plus important sous une même pression. Ainsi à partir de 1900, le fer rivé est remplacé par l’acier rivé puis, à partir de 1910, la soudure au gaz à l’eau remplace le rivetage jusqu’à ce qu’apparaisse dans les années 1930 la soudure à l’arc électrique, pour utiliser des aciers plus performants, à l’aide d’électrodes enrobées.
En 1916, les Établissements Bouchayer Viallet ont déjà construit plus de 200 conduites mais seules quelques-unes dépassent une hauteur de chute de 500 mètres, hauteur que  les nouvelles conduites vont régulièrement dépasser, avec un premier brevet dénommé « Rivure Ferrand » destiné à limiter l’épaisseur des parois, et opéré par une filiale, la Société dauphinoise d'études et de montages (SDEM), présidée par Georges Ferrand.
En 1919, le barrage des Sept-Laux en Isère est équipé par la société Bouchayer-Viallet d’une conduite de 85 cm de diamètre, de 3 800 m de longueur sur une hauteur de chute de 1 050 m produisant une puissance de 47 200 ch.
Aimé Bouchayer fonde en 1920 l’Association des producteurs des Alpes françaises (APA) qui réunira jusqu’à sept cents industriels.
Féru de recherche, Auguste Bouchayer obtient dans les années 1920, le titre de meilleur hydraulicien de France en raison de ses travaux sur les conduites forcées et joue un rôle de précurseur en matière de technique qui consiste à utiliser l’énergie des centrales thermiques produite en période creuse pour remonter l’eau du bassin aval des centrales hydro-électriques vers la réserve en amont.
En 1925, Georges Ferrand invente la technique des conduites auto-frettées : des frettes en acier spécial encerclent des tôles relativement minces, pour une économie de matière très importante, et pour limiter le poids des tronçons, qu'il faut hisser sur des sites d'altitude parfois escarpés. Le tuyau paroi est en acier extra doux, d'un diamètre extérieur légèrement inférieur au diamètre intérieur des frettes, qui sont elles en acier ultra-résistant, et placées à froid sur le tuyau, ainsi plaqué contre les frettes, ce qui lui permet de résister à une  pression supérieure à deux fois la pression normale de fonctionnement.
En 1927 apparait la méthode dite « française » pour l'installation des conduites aériennes, consistant à supprimer les joints de dilatation entre les ancrages, placés eux-mêmes en dehors des coudes, ainsi libres.
En 1930, lors d'un voyage aux États-Unis, Georges Ferrand constate que les constructeurs américains abandonnent la soudure au gaz à l'eau au profit de la soudure électrique. C'est aussi ce que firent quelques années plus tard les Établissements Bouchayer et Viallet.

## Gestion du risque
Le risque est dû à l'équipement et sa solidité et au contenu qui peut manquer lorsqu'il est propre mais aussi être trop abondant lorsque la saleté y a stagné.
Les Nations unies font des comités de régulation des risques généraux d'inondation et d'amenée des eaux non potables.

### Union-Européenne
« La directive-cadre sur l’eau (DCE) établit un cadre juridique destiné à protéger et à remettre en état les eaux sur le territoire de l’Union, ainsi qu’à assurer leur exploitation durable à long terme. Elle est complétée par une législation plus spécifique, comme la directive sur l’eau potable ou la directive sur les eaux de baignade, la directive sur les risques d’inondation et la directive-cadre « stratégie pour le milieu marin », ainsi que par des accords internationaux. » est la déclaration de fond sur la gestion de la ressource eau de l'Union européenne.

#### France
Il existe un comité technique permanent des barrages et des ouvrages hydrauliques, qui peut donner des avis au gouvernements et aux ministères.
La législation se compose de : 
- le titre I du décret no 2015-526 du 12 mai 2015 fixe des règles nouvelles pour les ouvrages construits ou aménagés en vue de prévenir les inondations[12] ;
- le titre II du même décret comporte des compléments ou adaptations de la règlementation existante sur la sûreté des ouvrages hydrauliques en général ;
- l'article 18 du même décret porte sur les études de dangers des ouvrages hydrauliques, qui deviennent obligatoires[13] pour les  conduites forcées les plus importantes, pour « anticiper les évolutions dommageables de ces équipements susceptibles de compromettre la sécurité publique » ;
- fin 2016, un projet d'arrêté (portant sur les caractéristiques des conduites forcées au-delà desquelles une étude de dangers est requise) est soumis à consultation. « Environ 60 grosses conduites forcées associées à des concessions hydroélectriques » devraient être concernées selon le ministère de l'Environnement, en raison de leurs hauteurs de chute et du diamètre de leurs conduites.

#### Pays de Galles
Le gouvernement prévoit les difficultés avec l'évacuation de l'eau sale.

### Aux États-Unis
À la suite des tsunamis et tempêtes le gouvernement fait des déclarations préventives par son comité.